# Noorder IJplas

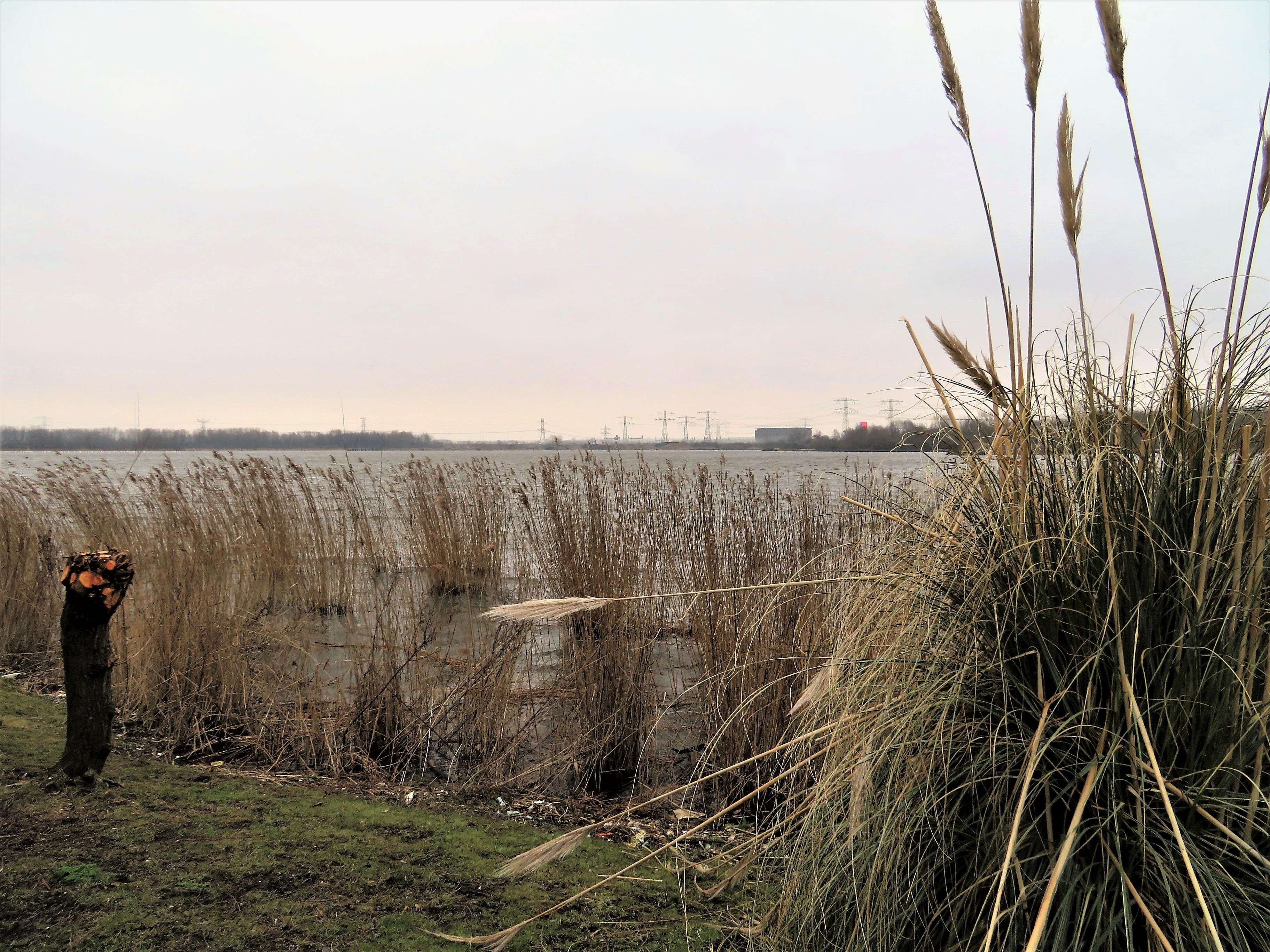
Noorder IJplas, gezien vanaf de Zijkanaal H-weg

De Noorder IJplas is een zandwinningsplas in de vroegere Noorder IJpolder in het noordwesten van Amsterdam. De polder is een van de in 1872 drooggemaakte IJpolders langs het Noordzeekanaal.
Tot halverwege de 20e eeuw werd het gebied voornamelijk gebruikt voor landbouw. Tussen de in 1966 geopende Coentunnel en het Zijkanaal H werd de Noorder IJplas uitgegraven ten behoeve van zandwinning voor de aanleg van de Ringweg A10 in Amsterdam-Noord en van woningbouwprojecten in de omgeving.
Als gevolg van het dumpen en verplaatsen van grond zijn er grote hoogteverschillen. Daarna werd het gebied aan zijn lot overgelaten en kon de natuur zijn gang gaan. Broedvogels die daar nestelen zijn de blauwborst, havik en grote karekiet. Er leven konijnen, maar ook vossen, en in de avond wordt de plas bezocht door meervleermuizen die de insecten van het water af plukken.
Het brakwatermilieu van de plas is uniek in Nederland en er leven zeldzame planten en dieren zoals verschillende kranswieren en de brakwaterpissebed. Op de open plekken zijn Schotse hooglanders ingezet voor begrazing om zo te voorkomen dat er bomen groeien onder de hoogspanningsmasten.
Er is een inrichtingsplan vastgesteld waarin voorzien is in verondieping van de plas, aanleg van natuurvriendelijke oevers, het maken van coupures tussen de plas en het Noordzeekanaal en het aanleggen van fietspaden en wandelroutes met bankjes.